# Anne Helm (Schauspielerin)

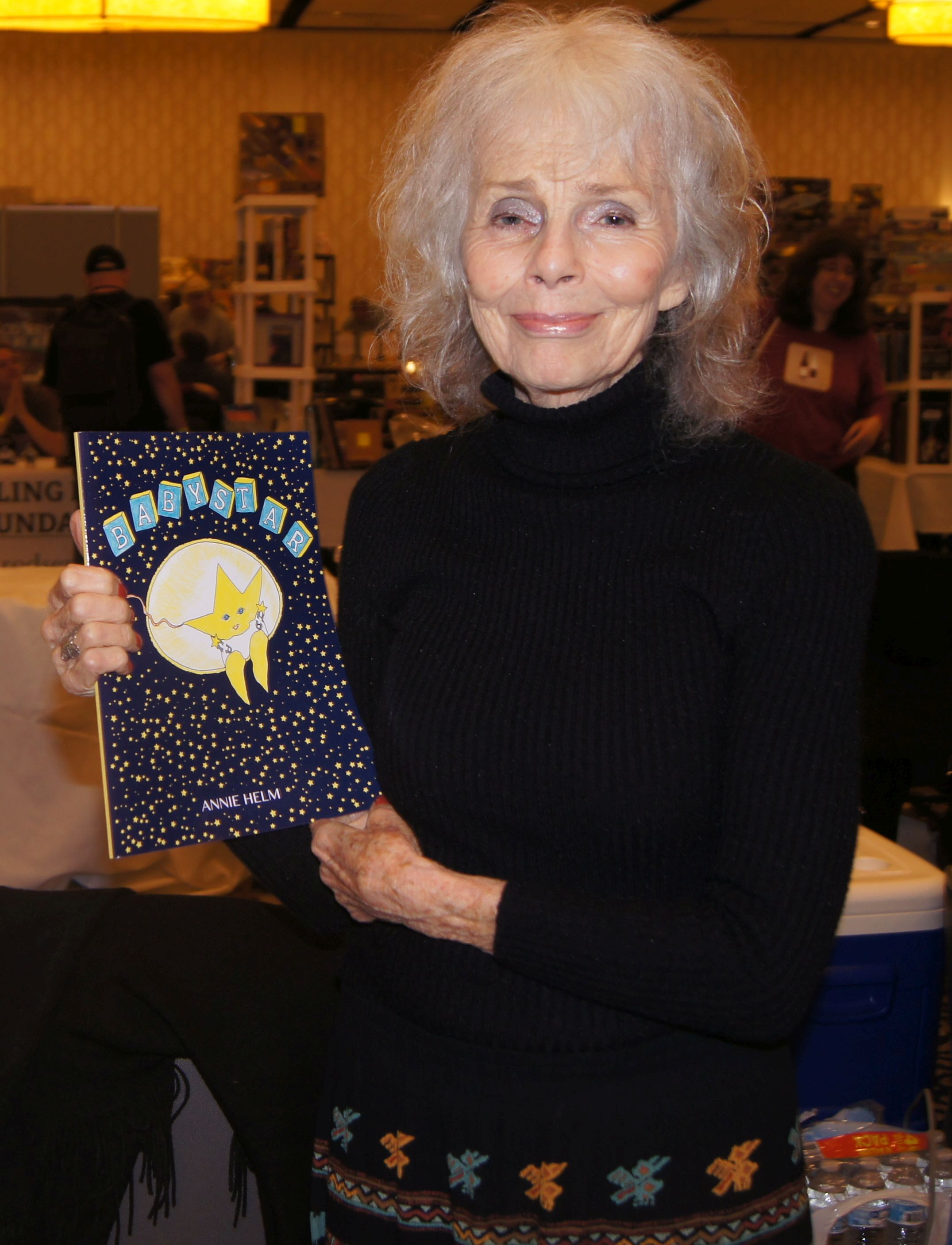
Anne Helm (2019)

Anne Helm (auch Annie Helm; * 12. September 1938 in Toronto, Ontario, Kanada) ist eine ehemalige kanadische Schauspielerin.

## Leben und Werk
Anne Helm wurde als Tochter des Immobilienmaklers John F. Helm und seiner Frau Isabel in Toronto geboren. Nach eigenen Angaben besuchte sie keine Schule, da ihre Mutter nicht an Schulen glaubte. Im Alter von zwölf Jahren begann sie eine Ballettausbildung am National Ballet Guild of Canada. Als sie vierzehn war, zog die Familie nach New York City, wo sie ihre Ausbildung an der Ballettschule der Metropolitan Opera fortsetzte. Zur Finanzierung begann sie, als Model zu arbeiten. Damit war sie so erfolgreich und verdiente dabei so viel Geld, dass sie das Tanzen vernachlässigte und über das Modeln zur Schauspielerei kam.
1956 hatte sie ihre erste Fernsehrolle in der Phil Silvers Show. Sie trat auch im Theater auf, unter anderem 1958 in den Stücken Cloud 7 und Edwin Booth am Broadway. Zu dieser Zeit wurde sie von einem Kritiker die „amerikanische Brigitte Bardot“ genannt. 1960 spielte sie die Eileen Sherwood in der Pilotfolge der Serie My Sister Eileen; in der Serie übernahm allerdings Shirley Bonne diese Rolle. Anne Helm erhielt in den folgenden Jahren Gastrollen in mehreren Serien, darunter Abenteuer unter Wasser, Gnadenlose Stadt, Perry Mason, Tausend Meilen Staub, Die Unbestechlichen, Alfred Hitchcock präsentiert, Rauchende Colts, Am Fuß der blauen Berge, Auf der Flucht, Die Leute von der Shiloh Ranch und Bonanza. Anfang der 1970er Jahre hatte sie eine wiederkehrende Rolle als Krankenschwester Mary Briggs in der Daily Soap General Hospital. Danach hatte sie noch Gastauftritte in Serien wie Die Straßen von San Francisco, Hart aber herzlich, Airwolf oder Unglaubliche Geschichten.
Ihr Kinodebüt gab Anne Helm 1960 in dem Film Begierde im Staub von William F. Claxton. Eine größere Rolle hatte sie 1962 in Bert I. Gordons Film Das Zauberschwert neben Basil Rathbone, Estelle Winwood und Gary Lockwood. Im gleichen Jahr machte sie sich einen Namen, als sie die weibliche Hauptrolle in Ein Sommer in Florida mit Elvis Presley spielte. 1963 sollte sie neben Joan Blondell die Hauptrolle in Die Zwangsjacke spielen. Als sich aber Joan Crawford für Blondells Rolle interessierte, bekam sie sie. Helm freute sich auf die Zusammenarbeit mit Crawford. Crawford sah das aber anders und ließ Helm durch Diane Baker ersetzen. Anne Helm war sehr enttäuscht darüber und verlor jegliche Achtung vor Crawford. Danach hatte sie noch eine Rolle in Henry Levins Film Hotel für Liebespaare und in wenigen eher unbedeutenden Filmen. 1980 beendete sie ihre Filmkarriere in dem Film Die Machtprobe, bei dem James Caan Regie führte und die Hauptrolle spielte.
Nach ihrer Schauspielkarriere schrieb und illustrierte sie unter dem Namen Annie Helm zwei Kinderbücher: 1992 The Sunshine Angel Book for Angel Workers of All Ages und 1993 The Little Angel Workbook for Children of all Ages.
Ihr jüngerer Bruder Peter Helm wurde ebenfalls Schauspieler. Sie war von 1967 bis 1968 mit dem Schriftsteller John Sherlock verheiratet und hat mit ihm einen Sohn. Von 1972 bis 1980 war sie mit dem Schauspieler Robert Viharo verheiratet. Die gemeinsame Tochter Serena Viharo wurde ebenfalls Schauspielerin.
Anne Helm wurde unter anderem von Simone Brahmann, Marianne Lutz, Maria Körber, Kerstin Sanders-Dornseif, Marianne Groß, Ursula Herwig, Viola Sauer, Karyn von Ostholt-Haas, Martina Treger, Marina Krogull, Silvia Mißbach und Juana-Maria von Jascheroff synchronisiert.

## Filmografie (Auswahl)

### Filme
- 1960: Begierde im Staub (Desire in the Dust)
- 1962: Das Zauberschwert (The Magic Sword)
- 1962: … immer Punkt 7 (The Couch)
- 1962: Ein Sommer in Florida (Follow That Dream)
- 1962: Männer, die das Leben lieben (The Interns)
- 1963: Die eiserne Jungfrau (The Iron Maiden)
- 1964: Hotel für Liebespaare (Honeymoon Hotel)
- 1966: The Unkissed Bride
- 1969: Das Wachsfigurenkabinett des Grauens (Nightmare in Wax)
- 1980: Die Machtprobe (Hide in Plain Sight)

### Fernsehserien
- 1956: The Phil Silvers Show (Folge 1x24)
- 1958: Vater ist der Beste (Father Knows Best, Folge 4x32)
- 1958: Shirley Temple’s Storybook (2 Folgen, 2 Rollen)
- 1960: My Sister Eileen (Pilotfolge)
- 1960: Abenteuer unter Wasser (Sea Hunt, Folge 3x29)
- 1960: Gnadenlose Stadt (Naked City, Folge 2x01)
- 1960: Outlaws (Folge 1x03)
- 1960: Wells Fargo (Tales of Wells Fargo, Folge 5x09)
- 1961: Hawaiian Eye (Folge 2x28)
- 1961: Perry Mason (Folge 4x26)
- 1961: Bronco (Folge 4x01)
- 1961: Tausend Meilen Staub (Rawhide, 2 Folgen, 2 Rollen)
- 1961: Adventures in Paradise (Folge 3x07)
- 1961: Die Unbestechlichen (The Untouchables, Folge 3x08)
- 1961–1962: Alfred Hitchcock präsentiert (Alfred Hitchcock Presents, 2 Folgen, 2 Rollen)
- 1961–1963: Route 66 (3 Folgen, 3 Rollen)
- 1961, 1965: Rauchende Colts (Gunsmoke, 2 Folgen, 2 Rollen)
- 1962–1963: Wagon Train (3 Folgen, 3 Rollen)
- 1963: Am Fuß der blauen Berge (Laramie, Folge 4x15)
- 1963: Temple Houston (Folge 1x05)
- 1963: Dr. Kildare (Folge 3x11)
- 1964: Katy (The Farmer’s Daughter, Folge 1x22)
- 1964: Amos Burke (Burke’s Law, 2 Folgen, 2 Rollen)
- 1964: Auf der Flucht (The Fugitive, Folge 2x15)
- 1964, 1969: Die Leute von der Shiloh Ranch (The Virginian, 2 Folgen, 2 Rollen)
- 1965: Daniel Boone (Folge 1x29)
- 1965, 1968: Big Valley (The Big Valley, 2 Folgen, 2 Rollen)
- 1965, 1968: Bonanza (2 Folgen, 2 Rollen)
- 1966–1968: Wettlauf mit dem Tod (Run for Your Life, 5 Folgen)
- 1967–1969: FBI (The F.B.I., 4 Folgen, 4 Rollen)
- 1968, 1969: Hawaii Fünf-Null (Hawaii Five-0, 2 Folgen, 2 Rollen)
- 1969: Adam-12 (Folge 1x20)
- 1969: The Name of the Game (Folge 1x23)
- 1971: Medical Center (Folge 3x08)
- 1971–1973: General Hospital
- 1972: The Bold Ones: The Lawyers (2 Folgen)
- 1974: Barnaby Jones (Folge 3x04)
- 1974: Die Straßen von San Francisco (The Streets of San Francisco, Folge 3x04)
- 1980: Hart aber herzlich (Hart to Hart, Folge 1x21)
- 1984: Airwolf (Folge 2x05)
- 1986: Unglaubliche Geschichten (Amazing Stories, Folge 1x22)

## Nominierungen und Auszeichnungen
Anne Helm war für den Photoplay Gold Medal Award in der Kategorie Meistversprechender Star nominiert, verlor aber gegen Suzanne Pleshette. 1963 erhielt sie einen Laurel Award in der Kategorie Beste Nachwuchsdarstellerin. Ihr wurde dabei der 8. Platz in der Abstimmung zuerkannt. Erste wurde auch hier Suzanne Pleshette.